# 上野恩賜公園
上野恩賜公園（うえのおんしこうえん）は、東京都台東区にある公園。通称上野公園。上野駅西口（公園口）に位置している。
「上野の森」とも呼ばれ、武蔵野台地末端の舌状台地「上野台」に公園が位置することから「上野の山」とも呼ばれる。面積は約53ヘクタールである。東京都建設局の管轄。公園内には博物館、動物園等、多くの文化施設が存在する。「上野公園」は台東区の町名でもある。

## 概要

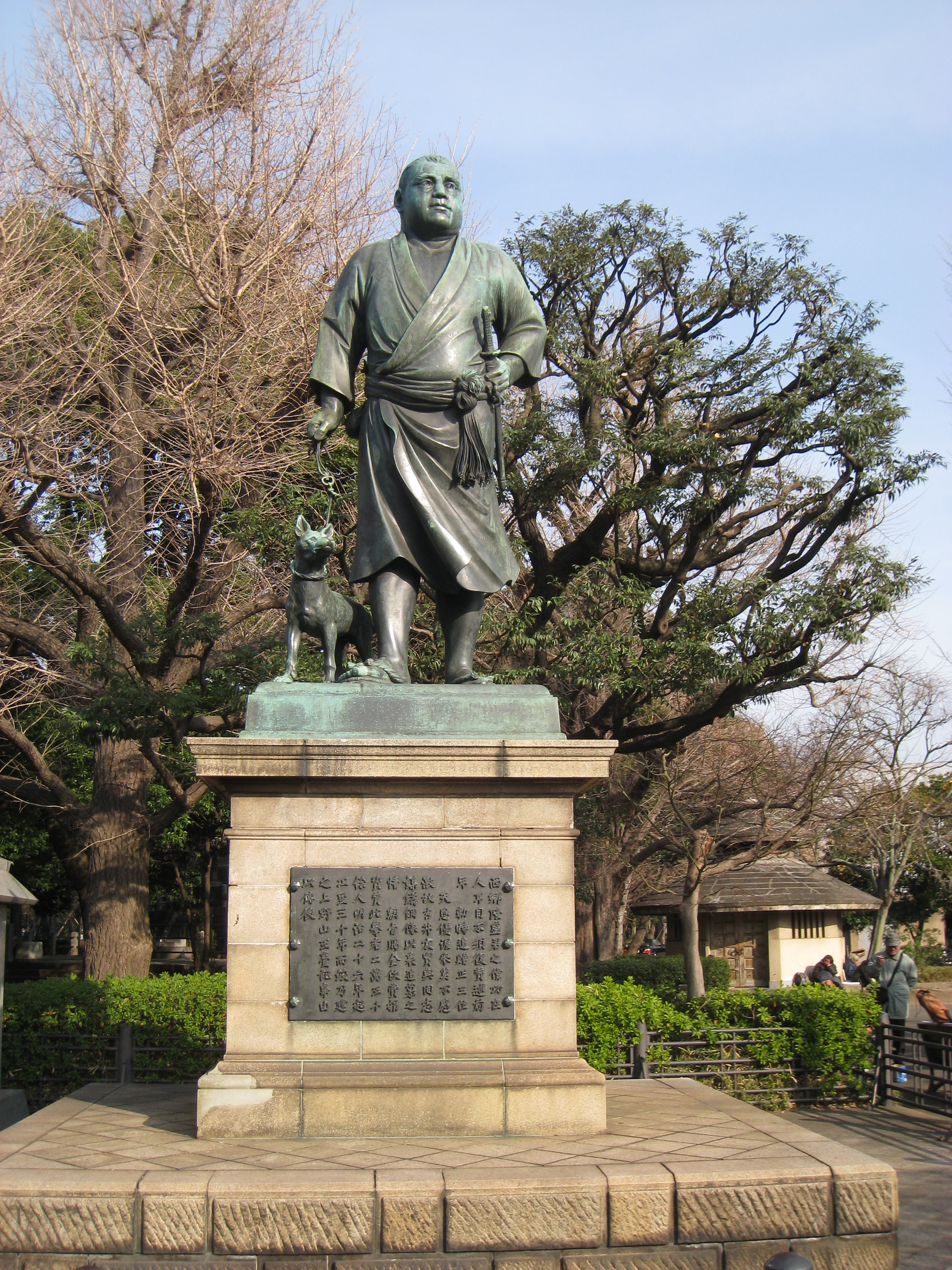
西郷隆盛像

東京国立博物館、国立西洋美術館、国立科学博物館、恩賜上野動物園などの文化施設が集中して立地している。また彫刻家高村光雲作の西郷隆盛像があることでも知られる。
高台となっている忍ヶ岡は、近世からソメイヨシノの名所としても有名であり、日本さくら名所100選に選定されている。桜の開花時期になると、大勢の花見客が押し寄せることで有名である。また、忍ヶ岡の南に位置する不忍池（しのばずのいけ）は、夏には池の一部を覆い尽くすほどの蓮に覆われ、一面の緑の葉と桃色の蓮の花が美しい。冬には鴨をはじめとした数多くの種類の水鳥が飛来し、とても賑やかになる。
- 春の不忍弁天堂
- 不忍池（5月）
- 不忍池（6月）
- 雪景色（2014年2月）

## 歴史

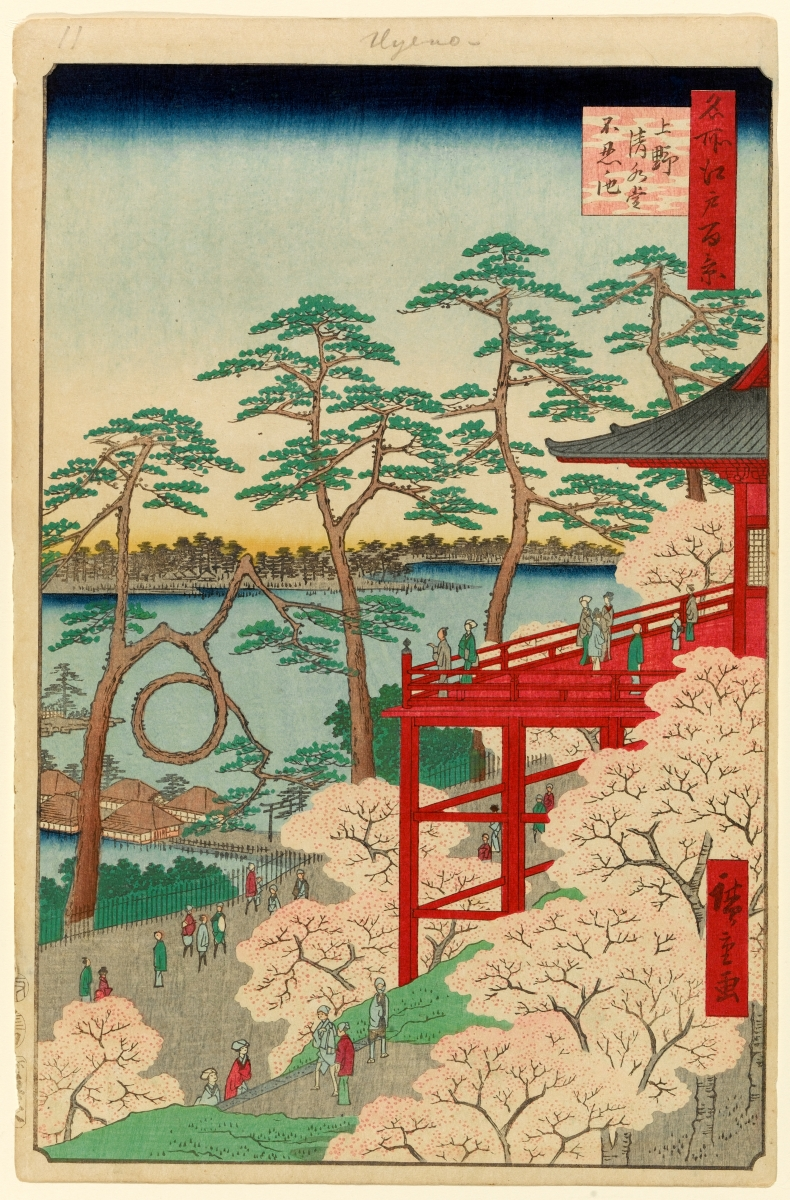
広重「上野清水堂不忍ノ池」

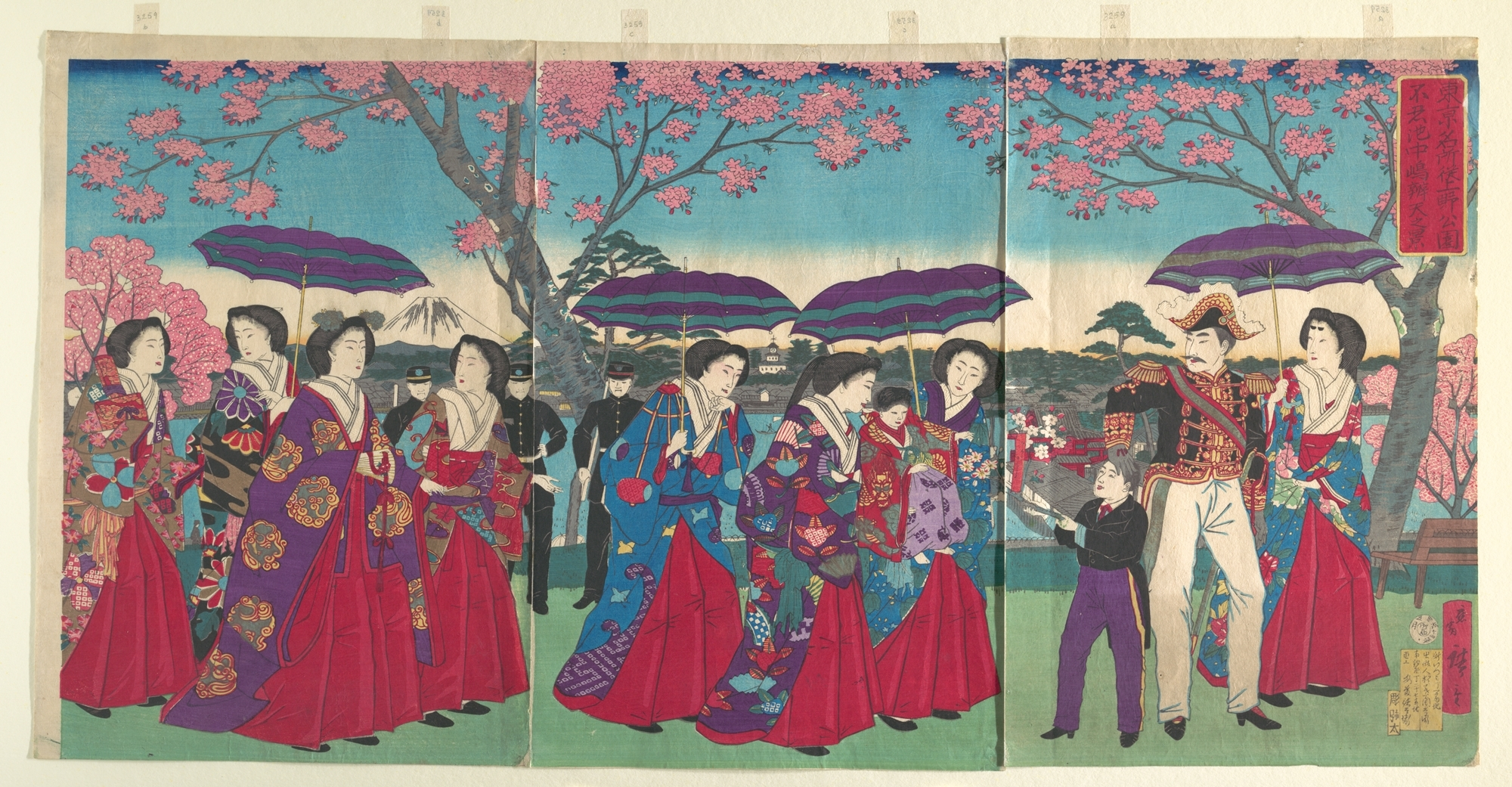
3代広重「東京名所従上野公園不忍池中嶋弁天之景」明治14年（1881年）作

江戸時代、三代将軍・徳川家光が江戸城の丑寅（北東）の方角、すなわち鬼門を封じるためにこの地に東叡山寛永寺を建てた。以来、寛永寺は芝の増上寺と並ぶ将軍家の墓所として権勢を誇ったが、戊辰戦争では寛永寺に立て篭った旧幕府軍の彰義隊を新政府軍が包囲殲滅したため（上野戦争）、伽藍は焼失し、一帯は焼け野原と化した。1870年、医学校と病院予定地として上野の山を視察した蘭医アントニウス・ボードウィン（「ボードワン」とも呼ばれる）が、公園として残すよう日本政府に働きかけ、その結果1873年に日本初の公園に指定された。このことをもってボードウィンは、上野公園生みの親と称されている。
2012年時点で、世界に文化と芸術を発信する「文化の森」を創出することを目的として、2010年度から2015年度までの計画で「上野恩賜公園再生整備事業」が行われている。

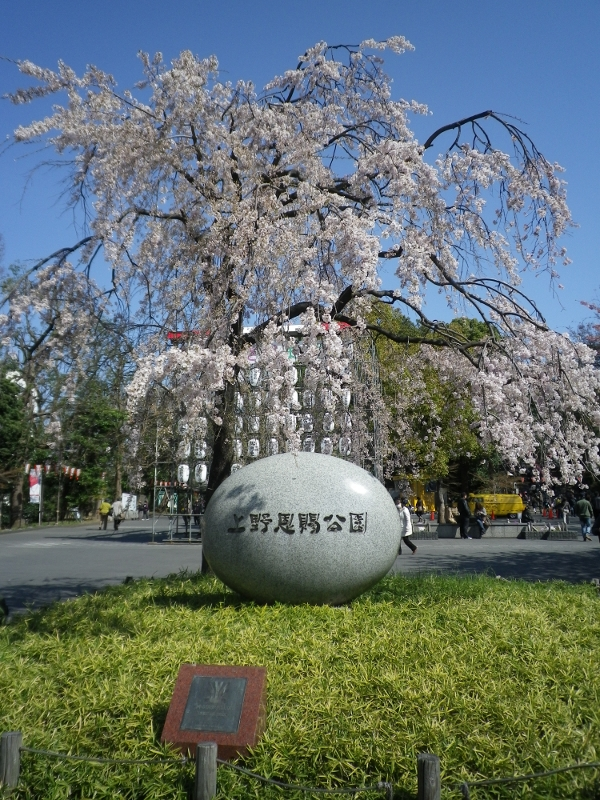
上野公園の桜

### 沿革
- 1625年 東叡山寛永寺創建
- 1631年 五重塔奉納
- 寛永年間 天海、京都滋賀の名所を上野に移し替える。水谷伊勢守、不忍池に中島を築き、弁天堂を作る
- 1666年 柏木大助の願い入れで、時の鐘が建立される
- 1698年
  - 根本中堂、玻璃殿完成。江戸一般庶民の花見が許される

- 1699年2月 茶屋の設置が許可される
- 1868年
  - 7月4日 上野戦争により寛永寺伽藍の大部分を焼失（清水堂、山王社、時の鐘、忍岡稲荷、大仏殿、慈眼堂、東照宮、五重塔は残る）
- 1870年 文部省で上野山内に大学東校建設する計画が起きる
- 1873年
  - 黒門が袴腰から東照宮鳥居脇に移される。
  - 3月 太政官布達第16号により東京府公園に指定[注釈 3]
  - 10月 廃絶していた忍岡稲荷社が花園稲荷として再建される
- 1875年 上野山内に加え不忍池も公園地として併合され、府下一の公園となる。山王台に彰義隊墓碑が建立される
- 1876年
  - 1月 東京府から内務省博物局に移管され、上野公園は博物館所属の公園地となる
  - 4月 上野精養軒開業
  - 5月 公園建設完成、開園
  - 7月 大仏の下に、不忍池を一望できる勝覧所ができる
  - 園内に新聞縦覧所、自働体重計（自動販売機の日本最古の記録）が設置される
- 1877年
  - 国立科学博物館の前身である教育博物館竣工（のちの東京芸大上野キャンパスの地）
  - 寛永寺本坊跡地にて第1回内国勧業博覧会を開催
- 1879年8月 島津忠義公が、訪日中のグラント将軍と明治天皇のため、天覧犬追物を開催。タイサンボクとローソンヒノキが植樹される
- 1881年 第2回内国勧業博覧会を開催、閉会後に博物館が使用する前提で煉瓦造の建物を建設。島津忠義公、2度目の天覧犬追物を開催
- 1882年
  - 新橋 - 上野広小路間に馬車鉄道が開通
  - 3月20日 国立博物館および付属動物園（元寒松院跡の清水谷に）が開館
- 1884年
  - 7月 上野駅駅舎本館落成式
  - 11月 上野共同競馬場落成
- 1887年12月 図面取調掛は東京美術学校と改称し、現在の地に移転
- 1890年
  - 公園地は帝室御料地となり宮内省の管轄に置かれる（大正13年1月26日まで）
  - 5月 奏楽堂落成。
- 1898年 西郷隆盛像除幕式
- 1902年3月 帝室博物館開館式臨幸
- 1909年2月 東京帝室博物館表慶館開館
- 1913年 園内で立木の枯損が目立つようになる。鉄道や深川本所方面の工場からの煙害によるもので、年間30-40本が被害に遭った[4]。
- 1914年 園内で東京大正博覧会が開催される（3月20日 - 7月31日）
- 1916年4月 
  - 公園南入口にあった三橋を取り壊し、忍川が暗渠となる
  - 3月 海事水産博覧会が開催[5]。
- 1918年 空中文明博覧会、婦人子供博覧会が開催[6]。
- 1920年5月2日 上野公園で初のメーデー開催。参加者1万余人[7]。
- 1922年 平和記念東京博覧会が開催。文化住宅などが展示された。
- 1924年
  - 宮内省から東京市に下賜され（払い下げられ）、この経緯から「上野恩賜公園」という名称となった。
  - 東京市により旧制第二東京市立中学校開校
- 1925年 上野駅に公園口ができる
- 1926年5月 東京府美術館開館
- 1927年
  - 上野 - 浅草間に地下鉄開通。のちの東京メトロ銀座線の前身。
  - 旧制第二東京市立中学校が東叡山寛永寺護国院から敷地譲受移転、現在も東京都立上野高等学校は同地に所在
- 1928年
  - 3月24日 御大礼記念国産振興博覧会が始まる[8]。
- 1930年
  - 1月 上野 - 万世橋間に地下鉄開通
  - 3月 上野図書館新館落成
- 1931年
  - 4月 不忍池ボート場開場
  - 11月 東京科学博物館開館
- 1932年 国鉄上野駅舎落成
- 1933年
  - 12月 京成電鉄上野地下駅竣工
  - 京成本線日暮里駅 - 京成上野駅間に博物館動物園駅が開業
- 1946年 戦災者救済会により不忍池（蓮池）の水を落として水田とし、上野田圃と呼ばれる
- 1948年
  - 3月 上野鐘声会が花咲き匂う上野の山の復興を願って1250本のサクラを植樹する
  - 11月 田中栄一警視総監が園内を視察中、男娼に襲撃される。これを受けて公園内は夜間立入禁止になる[9]。
- 1952年 上野動物園拡張整備。東京科学博物館が廃止となり、国立科学博物館が設置される。西郷隆盛像下に戦後処理施策として上野百貨店が建設される
- 1953年
  - 竹の台周辺整備開始
  - 4月 水上音楽堂竣工
- 1959年
  - 公園の夜間開放が許可
  - 6月 国立西洋美術館開館
- 1961年
  - 4月 東京文化会館開館
  - 11月 上野精養軒新築。上野動物園内に「いそっぷ橋」が設置され、台上の東園と不忍池畔の西岸とが結ばれる
- 1962年5月 竹の台噴水テラス沈床芝生完成
- 1965年 東照宮が国の重要文化財に指定
- 1968年4月 明治100年記念サクラ植樹
- 1972年
  - 4月 上野の森美術館開館
  - 10月 上野動物園にジャイアントパンダが到着
- 1973年 公園指定100周年を記念して、アントニウス・ボードウィンの銅像を建立。ただし、顔がボードウィンの弟のものに取り違えられていた
- 1975年9月 東京都美術館新館開館
- 1976年7月 京成上野駅改良工事竣工
- 1979年11月 国立西洋美術館新館開館
- 1980年10月 下町風俗資料館開館
- 1987年3月 東京芸術大学上野キャンパス旧奏楽堂移築復元
- 1988年6月 水上音楽堂改築竣工
- 1997年 博物館動物園駅営業休止
- 1997年12月 国立西洋美術館企画展示館竣工
- 1998年3月 東京芸術大学上野キャンパス奏楽堂竣工
- 1999年 東京芸術大学美術館上野館開館
- 1999年10月 東京国立博物館平成館開館
- 2000年10月 「パンダ橋」竣工
- 2004年 博物館動物園駅廃止
- 2006年 アントニウス・ボードウィンの銅像の（正しい顔への）建て替えが行われる
- 2008年9月 水上音楽堂改築竣工、野外ステージに改名
- 2012年 「上野恩賜公園再生整備事業」における「竹の台・文化施設エリア」の再整備工事（噴水・オープンカフェ・園路の再整備と樹木伐採）が完了
- 2020年3月 JR上野駅公園口周辺の再整備により、公園敷地と公園口改札の歩行者空間が一体化

## 施設
日本国内でも有数の都市公園で、公園の内外に歴史建築物や文教施設が多数存在しており、一帯が文化・芸術の集合地域を形成している。
- 公園の風景（東京国立博物館前）

東京都立恩賜上野動物園をはじめ、動物園の付近に旧東京音楽学校奏楽堂などの芸術博物館、東京芸術大学上野キャンパス、東京芸術大学音楽学部附属音楽高等学校、東京都立上野高等学校などの教育施設が広がっている。
鶯谷駅方面には徳川家霊廟の歴史的建築などが存在する寛永寺や東京国立博物館、国際子ども図書館があり、噴水池周辺には東京都美術館、国立科学博物館があり、上野駅公園口近くには国立西洋美術館、東京文化会館がある。
さらに、京成上野駅そばには上野の森美術館や西郷隆盛像がありその西側に桜並木が続く。桜並木沿いに清水観音堂（寛永寺）、五条天神社・花園稲荷神社がある。脇道に逸れると上野東照宮、寛永寺五重塔（東京都所有）があり、伊豆栄梅川亭、上野精養軒など老舗料理屋がある。
西側に坂を降りると不忍池が広がり、橋を渡った所に不忍池弁才天（寛永寺：谷中七福神）がある。池の周りには下町風俗資料館や水上音楽堂が点在している。
- 東京国立博物館
- 国立科学博物館
- 国立西洋美術館
- 東京都美術館
- 黒田記念館
- 下町風俗資料館

### 公園内施設等

#### 美術館
- 国立西洋美術館 - 1959年、ル・コルビュジエ、重要文化財、2016年にル・コルビュジエの建築作品-近代建築運動への顕著な貢献-の構成遺産として世界文化遺産に登録。
- 東京都美術館
- 東京芸術大学大学美術館上野館
- 上野の森美術館

#### 博物館・資料館

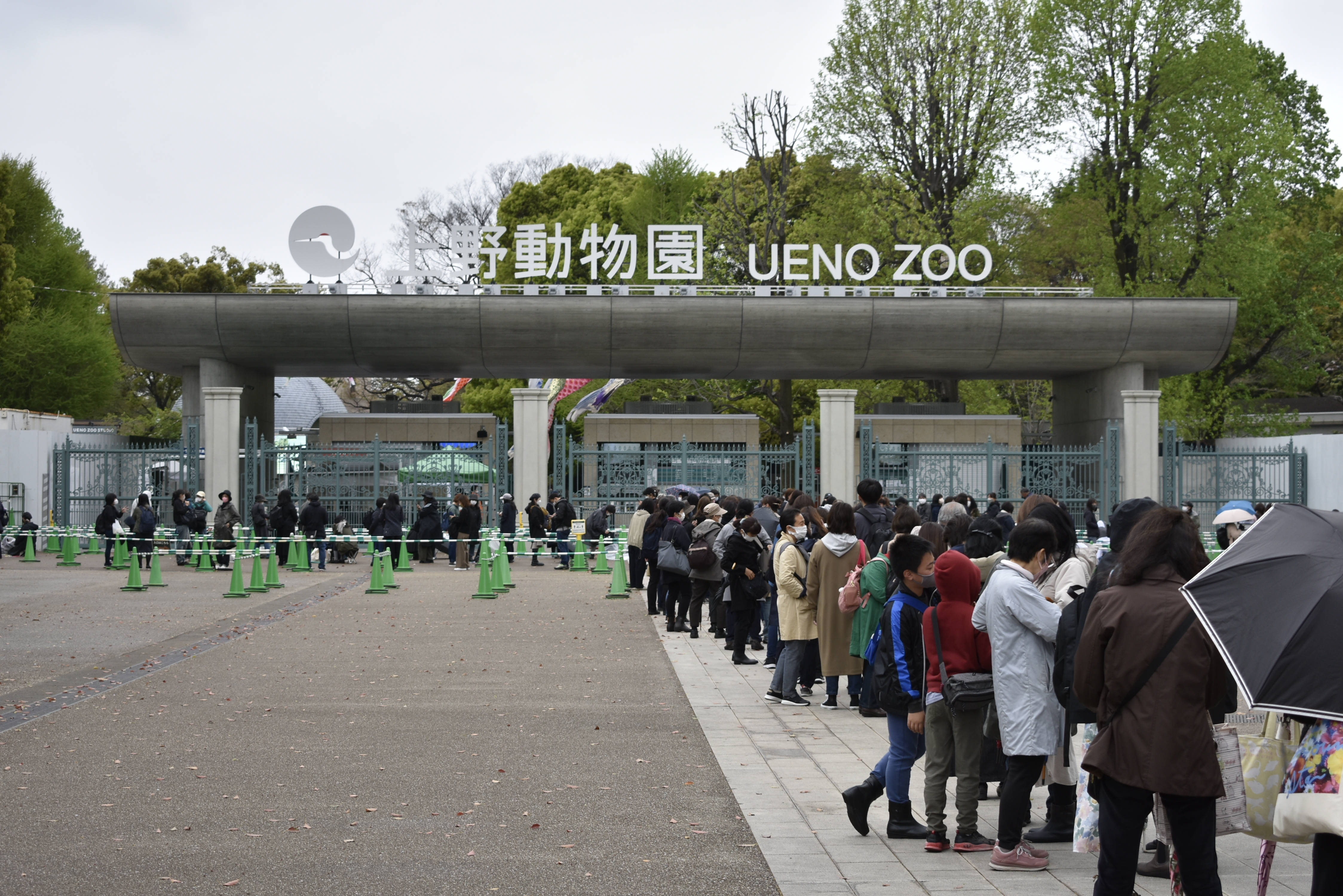
恩賜上野動物園

- 東京国立博物館 - （本館）1937年、渡辺仁、重要文化財 （表慶館）1908年、片山東熊、重要文化財
  - 黒田記念館 - 1928年、岡田信一郎、登録有形文化財
- 国立科学博物館 - （日本館）1931年、文部省、重要文化財
- 恩賜上野動物園
- したまちミュージアム

#### 大学・図書館
- 東京芸術大学上野キャンパス
- 国際子ども図書館 - 1906年、久留正道ほか、都選定歴史的建造物

#### その他の文化施設
- 東京文化会館
- 日本学士院
- 日本芸術院
- 独立行政法人国立文化財機構（東京国立博物館）

#### 歴史的建築・旧跡

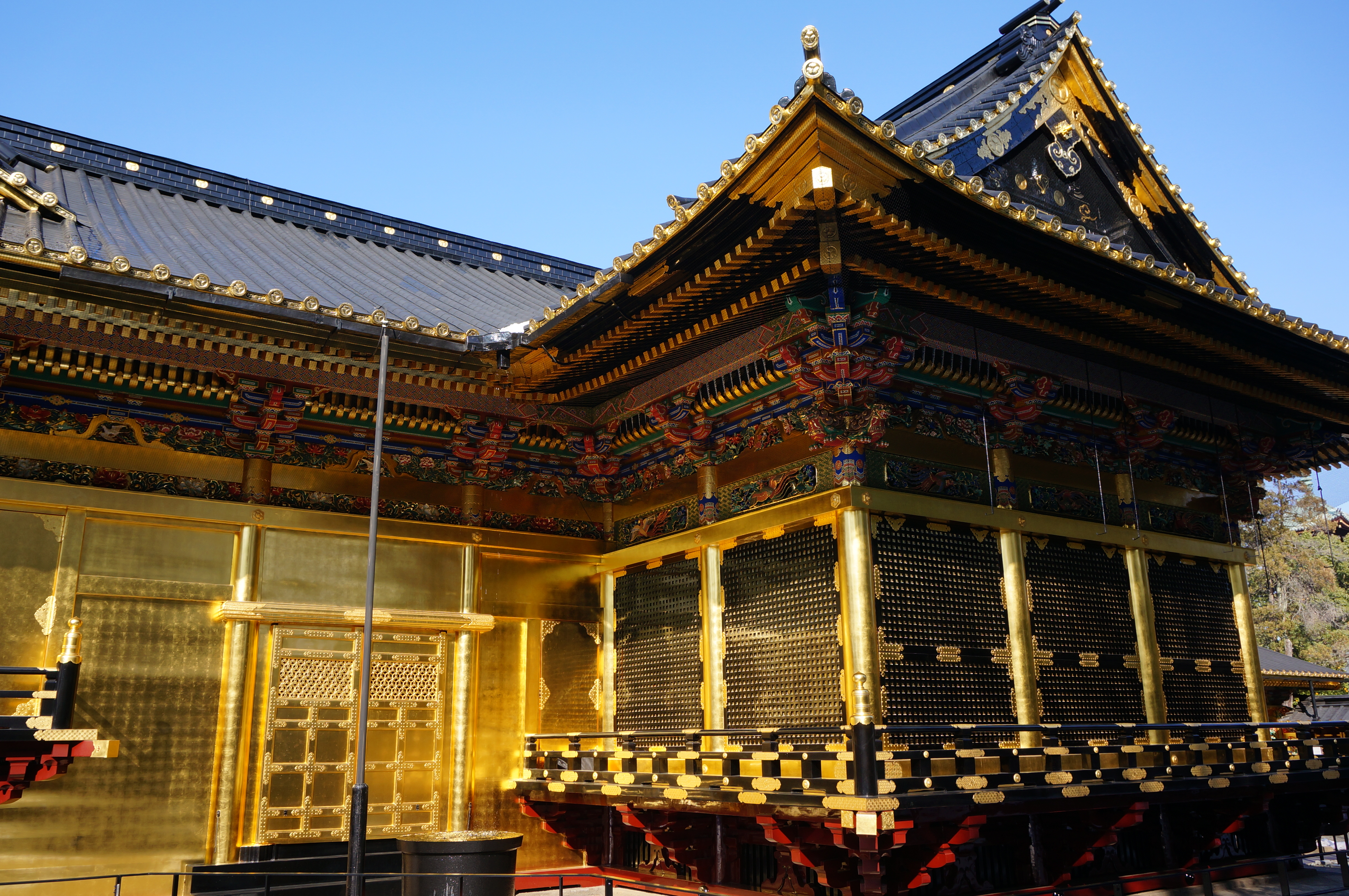
上野東照宮社殿（重要文化財）

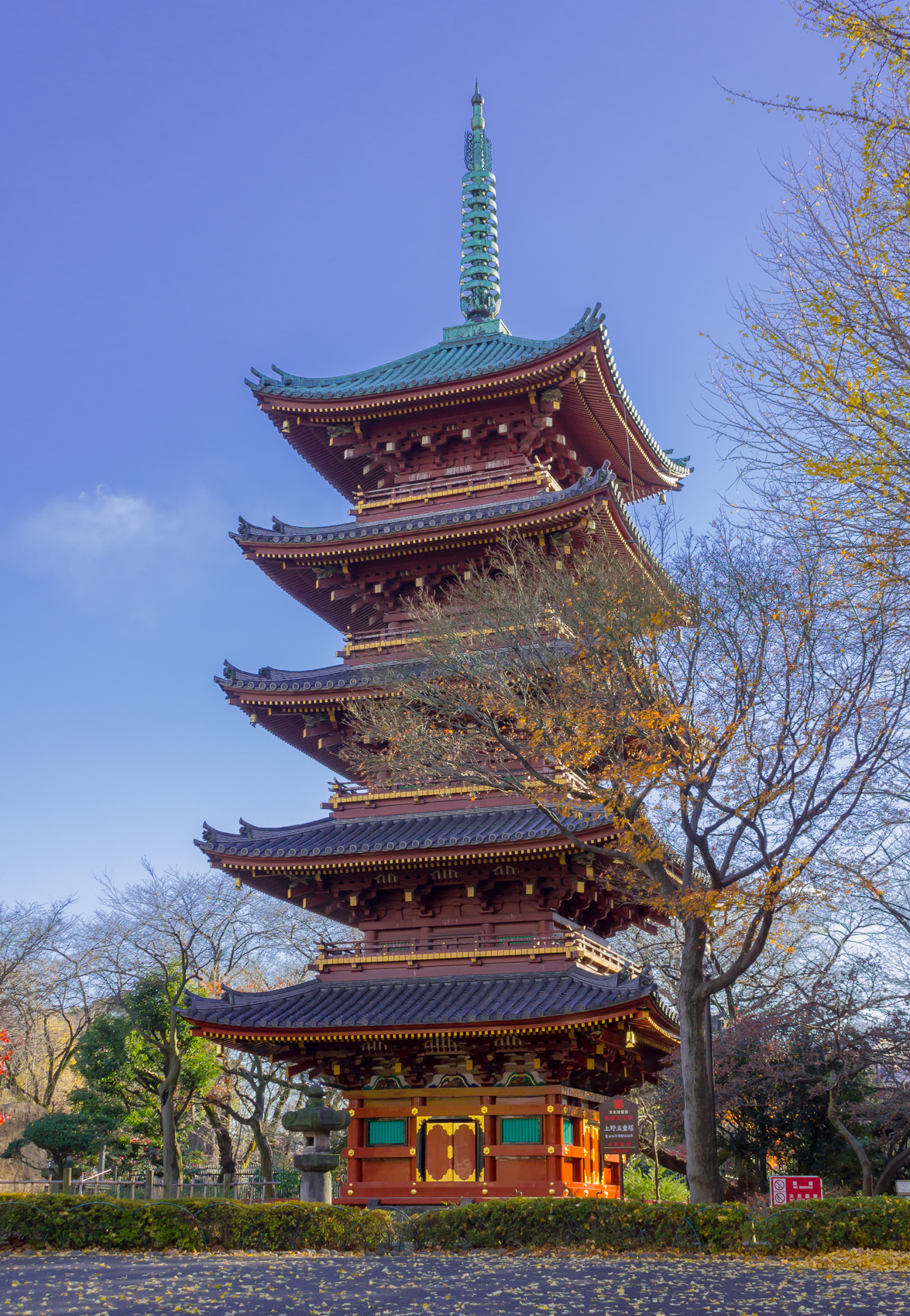
旧寛永寺五重塔（重要文化財）

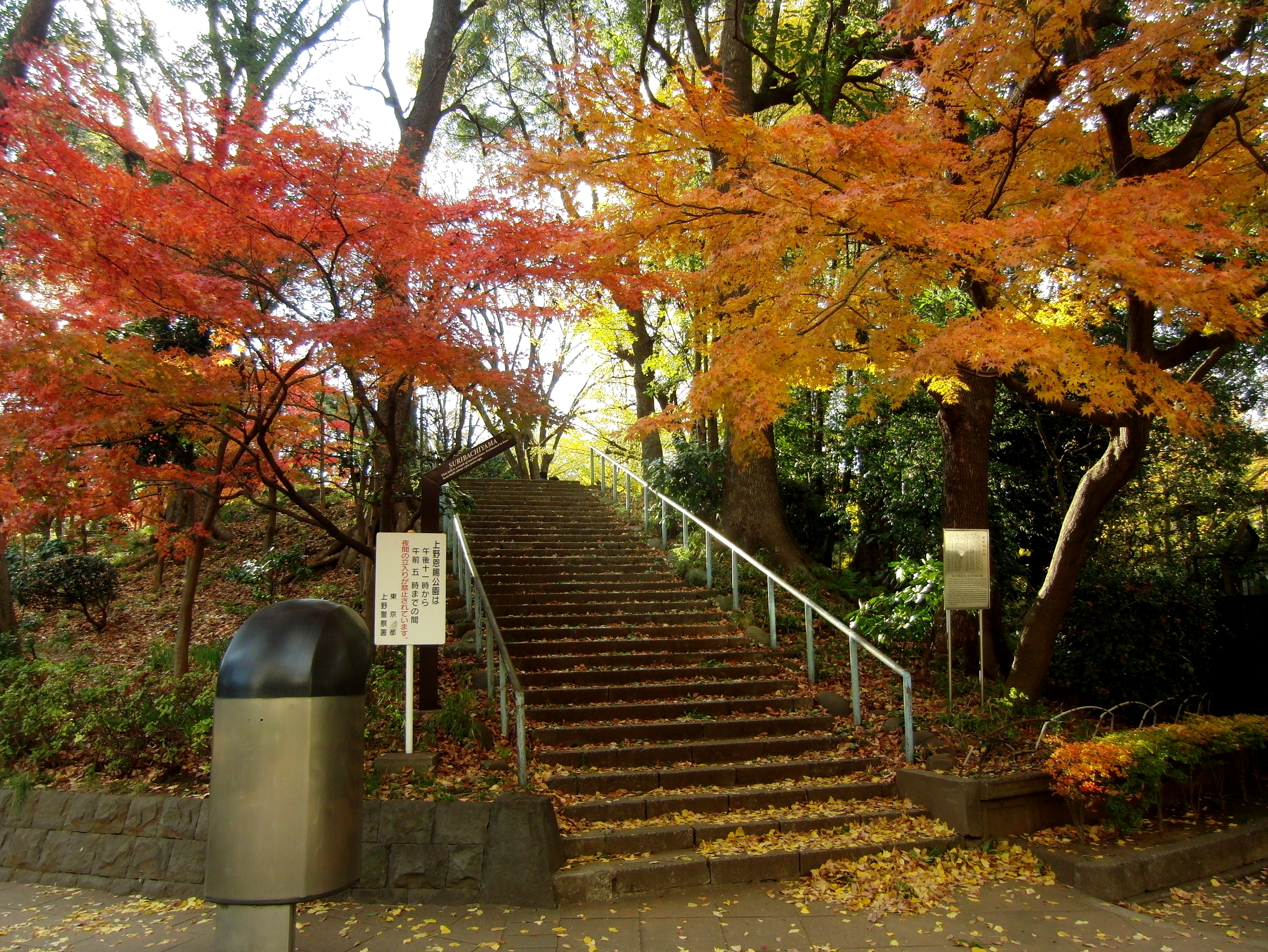
摺鉢山古墳

- 旧東京音楽学校奏楽堂 - 1890年、山口半六・久留正道、重要文化財
- 上野東照宮
  - 金色殿  - （社殿）1651年、重要文化財
  - お化け灯籠
- 寛永寺（寛永寺本堂・徳川家霊廟は公園外に所在）
  - 清水観音堂 - 1631年、重要文化財
  - 旧寛永寺五重塔（上野動物園敷地内） - 1639年、重要文化財
  - 不忍弁天堂
- 徳川家霊廟
- 京成電鉄博物館動物園駅跡
- 藤堂高虎墓（上野動物園敷地内、非公開）
- 上野大仏
- 摺鉢山古墳
- 彰義隊墓所
- 時の鐘
- 五條天神社
- 旧因州池田屋敷表門（東京国立博物館構内）

#### 彫像・記念碑
- 西郷隆盛像
- 小松宮彰仁親王像
- ボードワン博士像
- 野口英世像
- グラント将軍植樹碑

#### スポーツ施設等
- 正岡子規記念球場
- 不忍池ボート場
- 野外ステージ - 施設全体に屋根を備えている。公園最南端（不忍池の南側）に位置し、住宅・商業施設が近いため、観客席最後列での騒音計測定レベルを80デシベル以下に制限している[10]。

## 上野公園（町名）
江戸時代は寛永寺地であり町名はなかった。1872年（明治5年）不忍池弁天島に不忍天竜町が設定され、1873年（明治6年）それ以外が上野公園地となった。1875年（明治8年）不忍天竜町は上野公園地に編入された。1924年（大正13年）上野恩賜公園に改称した。
上野恩賜公園一帯には1967年（昭和42年）1月1日、住居表示に関する法律に基づく住居表示が実施され、従来の上野恩賜公園に上野桜木町・上野花園町・五条町の各一部を併せて成立した「上野公園」が正式の町名となっている。本項で既述の動物園、博物館等施設のほか、東京都立上野高等学校（10番14号）、台東区立忍岡中学校（18番20号）、護国院（10番18号）なども「上野公園」の町域に含まれる。なお、寛永寺の本堂および墓地は町域外で、住所は台東区上野桜木一丁目である。
町としての「上野公園」は、「丁目」の設定がない単独町名である。郵便番号は110-0007。街区符号は1番から18番まであり大部分が公有地や寺社地であるが、18番街区には上述の忍岡中学校のほか、民間のビルや集合住宅も立地している。

### 町名の変遷
| 実施後         | 実施年月日   | 実施前（特記なければ、各町名等の一部）                           |
| -------------- | ------------ | ---------------------------------------------------------------- |
| 上野公園       | 1967年1月1日 | 五条町（全域）、上野恩賜公園、上野花園町、上野桜木町             |
| 池之端一丁目   | 1967年1月1日 | 池之端仲町（全域）、茅町一丁目（全域）、茅町二丁目、上野恩賜公園 |
| 池之端二丁目   | 1967年1月1日 | 上野恩賜公園、茅町二丁目、池之端七軒町（全域）                   |
| 池之端三丁目   | 1967年1月1日 | 谷中清水町、上野恩賜公園、上野花園町                             |
| 上野桜木一丁目 | 1967年1月1日 | 上野恩賜公園、上野桜木町                                         |

### 世帯数と人口
2025年（令和7年）3月1日現在（台東区発表）の世帯数と人口は以下の通りである。
- 世帯数 : 97世帯
- 人口 : 189人

## 上野公園の考古学

### 上野忍岡遺跡の発掘調査
現在上野公園が位置する台地一帯は、縄文時代・弥生時代から古墳時代の遺構、さらに幕末・維新期の動乱で焼失した、江戸時代の寛永寺の主要伽藍およびその子院群の遺構を地下に包含する、上野忍岡遺跡（うえのしのぶがおかいせき）という複合遺跡（周知の埋蔵文化財包蔵地）でもある。1994年（平成6年）より、再開発に伴う発掘調査が国立科学博物館構内を嚆矢として、国立西洋美術館前庭部分、東京芸大上野キャンパス構内、東京国立博物館構内と続き、近年も台東区教育委員会による発掘調査が、公園内および周辺地で断続的に続けられている。調査の結果は発掘調査報告書として刊行されている。科学博物館構内からは、寛永寺子院青龍院（しょうりゅういん）の遺構、弥生時代の竪穴建物跡、古墳時代の埴輪片が出土。隣接する西洋美術館構内からは、多数の古墳時代の竪穴建物跡が確認され、かつて当地にあった寛永寺子院凌雲院跡の遺構、徳川吉宗側室の墓跡などが確認された。

## その他
- 1990年代初頭、当公園付近に不法残留の外国人がたむろし、変造テレホンカード等の売買など違法行為が頻発して問題になった時期があった[要出典]。特に在日イラン人のコミュニケーションの場として機能していた[要出典]。
- 1989年に、緑の文明学会と社団法人日本公園緑地協会が選定した日本の都市公園100選に選ばれている。
- 戦後間もない頃は男娼の集まる発展場として有名になり、1948年には視察に入った警視総監が男娼たちに襲われ帽子を奪われる「上野の森警視総監暴行事件」が起こり広く報道された[13][14]。

## 登場作品
漫画・アニメ
- こちら葛飾区亀有公園前派出所

ゲーム
- サクラ大戦

ドラマ
- 居酒屋もへじ